# Thank You (Meghan Trainor-album)
A Thank You Meghan Trainor amerikai énekesnő második nagylemeze (amit a Title című után adatott ki) amelyet az Epic Records és a Sony Music Entertainment adott ki 2016. május 13-án, CD és LP formátumban. Az énekesnő pop-rock és dance-pop stílusú dalokat énekel, az "I Love Me" című számban közreműködik LunchMoney Lewis is. Az album hossza 39 perc, ami alatt 12 dal hangzik el, illetve deluxe változatban 49 perc alatt tizenöt szám, az Epic, és az RCA kiadásában.

## Számlista
1. Watch Me Do (2:49)
2. Me Too (3:01)
3. NO (3:33)
4. Better (2:47)
5. Hopeless Romantic (4:05)
6. I Love Me (LunchMoney Lewis & Meghan Trainor, 2:47)
7. Kindly Calm Me Down (3:58)
8. Woman Up (3:28)
9. Just a Friend to You (2:44)
10. I Won't Let You Down (3:20)
11. Dance Like Yo Daddy (3:03)
12. Champagne Problems (3:42)

### Bónusz számok
Az albumnak volt egy deluxe változata, amelyben plusz három dal található, ezek:
1. Mom (Meghan Trainor & Kelli Trainor, 3:14)
2. Friends (3:30)
3. Thank You (Meghan Trainor & R. City, 3:25)